# 075型強襲揚陸艦
075型強襲揚陸艦（ぜろななごがたきょうしゅうようりくかん、中国語: 075型两栖攻击舰）は、中国人民解放軍海軍が建造した初の強襲揚陸艦（LHD）の艦級。NATOコードネームは玉申型（英: Yushen-class）。
全通飛行甲板によるヘリコプターの運用能力とウェルドックによる上陸用舟艇の運用能力を兼ね備えている。

## 来歴
人民解放軍海軍では、中華民国海軍から鹵獲したLST-1級戦車揚陸艦を山型として運用したのち、その後継として、072-II型（玉坎型）や072-III型（玉亭-I型）、072A型（玉亭-II型）を建造してきた。これらは擱座揚陸（ビーチング）を基本とする戦車揚陸艦（LST）であり、ヘリコプター甲板を備えてはいたが格納庫はなく、また艦型も比較的小型で、立体的な水陸両用作戦を展開する能力は乏しかった。
その後2007年より、初のドック型輸送揚陸艦（LPD）として071型揚陸艦が就役を開始した。同型はエアクッション揚陸艇4隻と輸送ヘリコプター4機の搭載・運用が可能であり、中国海軍の両用作戦能力は飛躍的に向上した。
そしてこれに続き、更に能力を強化した強襲揚陸艦（LHD）として建造されたのが本型である。アメリカ合衆国の議会調査局では、2012年12月に発表した『中国海軍の近代化－米海軍の能力への影響』において、中国海軍がLHDの建造を計画している、ないし既に建造を開始している可能性に言及していた。同書では、従来の中国海軍は台湾への侵攻作戦を想定して両用作戦資産を整備してきたのに対し、071型や本型は中国沿岸から遠く離れた場所での作戦の遂行により大きな価値を発揮することから、台湾海峡以外にも作戦海域を拡大していく可能性を指摘している。

## 設計
本型は、アメリカ海軍のワスプ級強襲揚陸艦と同様に、矩形の全通飛行甲板と、その右舷側に寄せられたアイランド型の艦橋構造物を配している。このアイランドは側面から見ると「凹」字型をしており、艦首側は航海艦橋とマスト、中間の一段低い部分に煙突、艦尾側には航空艦橋（発着管制所）と後部マストを配している。アイランドを含めて構造物の多くの外板には傾斜が付されており、全体にステルス性への配慮が指摘されている。
飛行甲板の直下にヘリコプターの格納庫、その下に物資積載用区画およびウェルドックが設けられている。このような構成であるため、乾舷はかなり高く、航空母艦「遼寧」「山東」をも抜いて、中国海軍艦艇で一番背が高いとも言われている。
機関は071型と同系列で、滬東-ピルスティク16PC2-6Bディーゼルエンジン（単機出力16,250馬力）を4基搭載し、減速機を介して2軸を駆動するCODAD方式とされており、速力は22ノットと推定されている。

## 能力

### 輸送揚陸機能
兵員の収容能力は約1,600名とされており、071型の2倍にあたる。作戦運用時には、水陸両用機械化合成大隊（約800名）および空中強襲大隊（約400名）を装備とともに乗艦させることが想定されている。水陸両用部隊自身が保有する水陸両用車のほか、ウェルドックには726A型エアクッション揚陸艇2隻を収容できる。
飛行甲板の左舷側には、6カ所のヘリコプター発着スポットが設定されている。現在のところSTOVL運用は想定されていないものとみられており、スキージャンプ勾配も設置されていない。飛行甲板と格納庫を連絡するエレベーターは、アイランド前方にインボード式が1基、艦尾に半デッキサイド式に1基の計2基配されている。
格納庫は長さ約160メートル×幅約30メートルと、船体長の2⁄3を占めており、30機のヘリコプターを収納可能とされている。艦載ヘリコプターの内訳は、Z-8J輸送ヘリコプター10機、Z-9（またはZ-8JH）汎用ヘリコプター12機、WZ-10またはZ-19攻撃ヘリコプター8機と推定されている。
なお、試験中には無人ヘリコプターのモックアップ搭載も確認されており、これらの運用も想定しているとされる。

### 個艦防御機能
従来、中国海軍の両用艦艇は、空母や大型水上戦闘艦よりも一段劣るC4ISRシステムを搭載する事が多かった。これに対し本型では、382型の最新改良型にあたる3次元レーダーや2基の衛星通信レドーム、H/ZBJ-2戦術情報処理装置と三軍共通の高速戦術データ・リンク、726A型電波探知妨害装置など、フェーズドアレイレーダーを除けば空母に準じる、充実した装備を搭載した。これにより、指揮・統制能力も充実したものと見られている。
対空兵器として、1130型CIWSとHHQ-10近接防空ミサイルを各2基ずつ備えている。設置要領は空母と同様で、対角線をなすかたちで艦尾両舷とアイランド前部、そして左舷前部のスポンソンに配置されている。

## 比較表
|              |            | アメリカ級 フライト1  | 076型                     | 075型                     | トリエステ                        | フアン・カルロス1世                            | ミストラル級                      |
| ------------ | ---------- | --------------------- | ------------------------- | ------------------------- | --------------------------------- | ---------------------------------------------- | --------------------------------- |
| 船体         | 満載排水量 | 45,000 t              | 41,000 t                  | 36,000 - 40,000 t         | 38,000 t                          | 27,082 t                                       | 21,500 t                          |
| 船体         | 全長       | 257.3 m               | 252 m                     | 232 m                     | 245 m                             | 230.82 m                                       | 210 m                             |
| 船体         | 全幅       | 32.3 m                | 43 m                      | 36 m                      | 36 m                              | 32 m                                           | 32 m                              |
| 機関         | 方式       | CODLOG                | IFEP                      | CODAD                     | CODOG＋電気推進                   | CODAGE                                         | ディーゼル・エレクトリック        |
| 機関         | 出力       | 70,000 hp             | 不明                      | 65,000 hp                 | 102,000 hp                        | 29,500 hp                                      | 19,040 shp                        |
| 機関         | 速力       | 22 kt                 | 不明                      | 22 kt                     | 25 kt                             | 19.5 kt                                        | 18.8 kt                           |
| 兵装         | 砲熕       | ファランクスCIWS×2基  | H/PJ-11 CIWS×2-3基        | H/PJ-11 CIWS×2-3基        | 76mm単装砲×3基                    | 20mm機関銃×4基                                 | 30mm単装機関砲×2基                |
| 兵装         | 砲熕       | 12.7mm連装機銃×7基    | H/PJ-11 CIWS×2-3基        | H/PJ-11 CIWS×2-3基        | 25mm単装機関砲×3基                | 12.7mm機関銃×2基                               | 12.7mm機関銃×4基                  |
| 兵装         | ミサイル   | ESSM 8連装発射機×2基  | HHQ-10 18連装発射機×2-3基 | HHQ-10 18連装発射機×2-3基 | VLS×16セル （アスターまたはCAMM） | －                                             | SIMBAD 2連装発射機×2基            |
| 兵装         | ミサイル   | RAM 21連装発射機×2基  | HHQ-10 18連装発射機×2-3基 | HHQ-10 18連装発射機×2-3基 | VLS×16セル （アスターまたはCAMM） | －                                             | SIMBAD 2連装発射機×2基            |
| 航空運用機能 | 飛行甲板   | 全通（STOVL対応）     | 全通                      | 全通                      | スキージャンプ勾配つき全通        | スキージャンプ勾配つき全通                     | 全通                              |
| 航空運用機能 | 搭載機数   | F-35B×6機             | 不明                      | ヘリコプター×30機         | F-35B×4-8機                       | AV-8B×10機 ※将来はF-35Bも考慮                  | ヘリコプター×16機                 |
| 航空運用機能 | 搭載機数   | ヘリコプター×20機以上 | 不明                      | ヘリコプター×30機         | ヘリコプター×6-9機                | ヘリコプター×12機                              | ヘリコプター×16機                 |
| 輸送揚陸機能 | 舟艇       | LCAC-1級×2隻          | LCAC×2-3隻                | LCAC×2-3隻                | 70 t LCU×4隻 またはLCAC-1級×1隻   | LCM-1E型×4隻と複合艇×4〜6隻 またはLCAC-1級×1隻 | LCM×8艇 LCU×2艇またはLCAC-1級×2隻 |
| 輸送揚陸機能 | 上陸部隊   | 約1,900名             | 1,000名以上               | 約1,600名                 | 1,043名                           | 902名                                          | 短期:900名、長期:400名            |
| 同型艦数     | 同型艦数   | 9隻予定               | 不明                      | 3隻（5隻計画中）          | 1隻                               | 1隻（準同型3隻）                               | 3隻（準同型2隻）                  |

## 同型艦
2024年時点で3隻が就役、1隻が試験航行中なのが確認されている。いずれも長興島移転前の旧滬東中華造船で建造された。

### 一覧表
|   | #  | 艦名           | 建造所               | 進水            | 就役           | 配備先   |
| - | -- | -------------- | -------------------- | --------------- | -------------- | -------- |
| 1 | 31 | 海南 (Hainan)  | 滬東中華造船（集団） | 2019年 9月25日  | 2021年 4月23日 | 南海艦隊 |
| 2 | 32 | 広西 (Guangxi) | 滬東中華造船（集団） | 2020年 4月22日  | 2022年 1月2日  | 東海艦隊 |
| 3 | 33 | 安徽 (Anhui)   | 滬東中華造船（集団） | 2021年 1月29日  | 2022年 9月27日 | 東海艦隊 |
| 4 | 34 | 湖北 (Hubei)   | 滬東中華造船（集団） | 2023年 12月14日 | 2025年 6月     | 南海艦隊 |

### 運用史
1番艦は2019年9月に進水。2021年4月に海南省の三亜市で就役式が行われ、「海南」と命名されたことが発表された。
1番艦の艤装中の2020年4月には電気工事によると思われる火災が発生したが、軽微な損傷であった。

### 後継艦
2024時点で、より大型の076型と呼ばれる強襲揚陸艦の建造が長興島の江南造船所隣へ移転した滬東中華造船で確認されている。カタパルトとアレスティング・ギアによる固定翼型UAVの運用にも対応するとされている。長興島の東端の施設には076型の甲板が模倣され、無人攻撃機GJ-11のモックアップが確認されているほか、10月末からはカタパルトの事前艤装が始まり、120メートルにわたる作業小屋が甲板上に設置されている。